# Alocasia lecomtei
Alocasia lecomtei är en kallaväxtart som beskrevs av Adolf Engler. Alocasia lecomtei ingår i släktet Alocasia och familjen kallaväxter. Inga underarter finns listade.